# Martin Johns
Martin Johns – niemiecki as myśliwski z czasów I wojny światowej z 7 potwierdzonymi oraz trzema niepotwierdzonymi zwycięstwami powietrznymi.
Do Jagdstaffel 63 przybył w połowie marca 1918 roku. Pierwsze zwycięstwo odniósł 31 marca w okolicach Rollot. Ostatnie siódme zwycięstwo, dające mu tytuł największego asa myśliwskiego jednostki odniósł 14 października 1918 roku. Walczył na samolotach Fokker D.VII oraz Albatros D.V.